# Wieltjesfeesten
De Wieltjesfeesten zijn een jaarlijks terugkerend feest in de stad Menen, West-Vlaanderen. In 1969 werd met dit initiatief van start gegaan om mensen naar Menen te lokken. Het stadsfeest had de twee jaren daarvoor de noemer Grensfeesten gekregen. Dat Grensfeest stond in 1968 in het teken van het wiel. Sedert dan kregen de festiviteiten een nieuwe naam: de Wieltjesfeesten.

## Geschiedenis
De keuze voor het wiel is terug te vinden in een legende uit de 17de eeuw. Op 26 juli 1646 reed een diligence door het centrum van Menen. Een twaalfjarig meisje werd in de Rijselstraat omvergereden. Ze was op slag dood. De baljuw liet een onderzoek instellen omdat de oorzaak van de aanrijding niet duidelijk was. Om te verhinderen dat de koetsier de stad zou ontvluchtten, werden de vier wielen van de diligence afgenomen en achter slot en grendel geplaatst.
De koetsier was de wet te slim af en liet vier nieuwe wielen maken voor zijn koets en ontvluchtte de stad. Vandaar kregen de Menenaars de bijnaam ‘Wagenwielvangers’ of ‘Wielenpakkers’. Deze legende werd nieuw leven ingeblazen door de organisatoren van het feest.
Naar aanleiding van de Wieltjesfeesten waren de Menense reuzen Jan & Bette herboren. Menen had in 1596 al een reus. In 1626 werd hij vervangen door de reus Jan van Meenene. Tussen die datum en 1761 kreeg hij gezelschap van zijn vrouw Bette. Om de een of andere reden raakten ze voor 200 jaar in de vergetelheid.
In 1948 nam men het initiatief met een rondgang van Jan Bette. In 1970 kregen ze een kind, Kinneba. Er werd zelfs een geboorteakte opgesteld. Vanaf 1971 werden de festiviteiten uitgebreid met de verkiezingen van een Wieltjesprinses. Zij moest als stadsambassadrice Menen vertegenwoordigen.
De festiviteiten beginnen in principe op vrijdagavond met een avondmarkt en gaan door tot zaterdagavond. De Wieltjesfeesten krijgen nog een staartje op zondag, wanneer een groot tuinfeest plaatsvindt in het rusthuis van het OCMW. Alles gaat altijd door in het eerste weekend van september.

## Het verloop
De officiële opening van de feesten gebeurt op vrijdagavond met de aanstelling van de stadsambassadrice en haar eredames op het stadhuis. Het feest wordt niet officieel afgesloten.
Tussen de opening en het einde van de feesten worden er optochten, culturele manifestaties, demonstraties en wedstrijden gehouden. Traditiegetrouw is er een rondrit met de stadsambassadrice en haar eredames in een open wagen door de stad.
Ieder jaar loopt het in het centrum storm voor de Wieltjesworp. Van op het belfort van het stadhuis werpen de stadsambassadrice en haar eredames wieltjes naar beneden. Sommige wieltjes zijn voorzien van prijzen. Die kunnen gaan van een bierpot van de stad Menen tot 100 g gehakt.

## Specialiteiten
De bezoekers worden van alles aangeboden. Iets typisch van de stad Menen kopen komt op de eerste plaats. Zo is er de Wieltjestaart. De taart bestaat uitsluitend uit natuurproducten zoals ananas, amandelspijs en appelen. Oorspronkelijk was de taart klein, en werd ook soms ‘zwijnenoren’ genoemd. Later groeide ze uit tot 22 cm groot. De traditie van de Wieltjestaart is ook historisch gebaseerd.
In een gedicht van 1560 In den langen adieu spreekt men van de ‘Candeeleters’ van Menen. Deze benaming staat voor kermisvierders en leutemakers. Daarnaast stond Menen ook tot ver in de omtrek bekend voor hun appel- en confituurtaart.
Een tweede specialiteit is ‘Ne Goen', het Menens bier. Dit is een recenter verschijnsel in vergelijking met de taart. Pas in 1989 groeide het idee om een bier te brouwen voor de festiviteiten. Ook andere steden hadden reeds hun eigen bier ter ondersteuning van hun eigen stadsfeesten. De naam is geïnspireerd op de plaatselijke uitdrukking ‘ne goen drinkn’, wat ‘ een lekkere pint drinken’ betekent.
Het etiket toont de twee stadsreuzen, Jan en Bette, het wiel en het belfort.